# Knut-Olof Falk
Knut-Olof Falk, född 19 april 1906 i Hammar, död 30 januari 1990 i Lund, var en svensk slavist och baltolog knuten till Lunds universitet.
Falk var son till disponenten Olof Falk och Gertrud Saxenberg. Han blev filosofie magister 1929, filosofie licentiat 1939, filosofie doktor och docent i slaviska språk 1941 – allt vid Uppsala universitet – och slutligen professor i slaviska språk vid Lunds universitet 1945. Åren 1932–1933 var han lektor i svenska vid Jagellonska universitetet i Krakow i Polen och 1935–1937 i Kaunas i Litauen.
Falk var först och främst ortnamnsforskare och intresserade sig särskilt för områdena kring Suwałki i nordöstra Polen, dit han företog flera studieexpeditioner. Hans doktorsavhandling, Wody wigierskie i huciańskie. Studium toponomastyczne, handlade om polska insjönamn och innehöll unika fotografiska reproduktioner av källmaterial som kom att förstöras under andra världskriget. Under sin tid vid Lunds universitet bidrog han till grundandet av den slaviska institutionen och var dess föreståndare. Poznańs universitet tilldelade honom en hedersdoktorat 1966.
Han var sedan 1945 gift med filosofie licentiat Dagmar Larsson med vilken han fick två barn, Kristina och Ragnar.